# Ika Hügel-Marshall
Erika „Ika“ Hügel-Marshall (geboren am 13. März 1947 in Roth; gestorben am 21. April 2022 in Berlin) war eine deutsche Autorin, Aktivistin, Pädagogin und Künstlerin. Sie war in der afrodeutschen Frauenbewegung ADEFRA e. V. – Schwarze Frauen in Deutschland aktiv. Ihre Autobiografie Daheim unterwegs. Ein deutsches Leben behandelt den Rassismus in Deutschland und ihre Suche nach einer Familienidentität.

## Leben und Wirken

### Kindheit
Ika Hügel-Marshall wurde 1947 als Tochter einer bayrischen Mutter und eines afroamerikanischen US-Soldaten geboren. Ihre Eltern hatten sich 1946 kurz nach dem Ende des Zweiten Weltkriegs kennengelernt, nachdem die Gesetze gelockert worden waren, die Militärangehörigen den Umgang mit Zivilisten untersagten. Im November 1946 kehrte ihr Vater nach einer Krankheit in die USA zurück. Beide wussten um die Schwangerschaft, jedoch erfuhr Marshalls Mutter erst später von der plötzlichen Rückführung durch die Armee. Ein Jahr nach Ikas Geburt heiratete ihre Mutter einen deutschen Mann, und im folgenden Jahr wurde ihre Halbschwester geboren. Sie wuchs bis zu ihrem fünften Lebensjahr in einer Kleinstadt in Bayern auf.
Kurz nachdem Hügel-Marshall eingeschult wurde, legte das Jugendamt fest, dass sie in einem Heim untergebracht werden sollte. Als Begründung der Heimunterbringung gab das Jugendamt an, dass die persönliche und berufliche Entwicklung gefährdet sei, wenn sie weiterhin in einer Kleinstadt bei ihrer Familie aufwüchse. Die damalige Gesetzgebung sah vor, dass uneheliche Kinder automatisch in die Vormundschaft des Jugendamtes fielen. Das Jugendamt schickte sie im Alter von sieben Jahren in das Kinderheim Kinderheimat Gotteshütte in Hückeswagen bei Köln. Dort lebte sie für den Rest ihrer Kindheit, obwohl man ihr versprochen hatte, dass es nur vorübergehend sei und sie nur sechs Wochen dortbleiben müsse. Im Heim war sie das einzige schwarze Kind und somit andauernden Schikanen der anderen Kinder und Erziehenden, die Nonnen waren, ausgesetzt. Sie wurde von den Nonnen oft geschlagen, gedemütigt und war exorzistischen Ritualen des von einer evangelischen Freikirche geführten Heimes ausgesetzt. Zu diesem Zeitpunkt in Hügel-Marshalls Kindheit hatte sie „keinen größeren Wunsch, als weiß zu sein“, und sie war „voller Schuldgefühle“, weil sie schwarz war, denn die Nonnen sagten ihr, dass Schwarzsein „Sünde“ in ihre Seele bringe. In den Sommerferien durfte sie nach Hause fahren; ihrer Familie erzählte sie nie von ihren schlimmen Erfahrungen im Kinderheim. Ihr wurde durch das Heim der Besuch eines Gymnasiums verwehrt und ihr früher Wunsch, Lehrerin zu werden, blieb ihr verwehrt. Stattdessen wurde sie gezwungen, eine Ausbildung zur Kinderpflegerin zu machen.

### Spätere Jahre
Schließlich fand sie Arbeit in einem Kinderheim in Frankfurt am Main, wo sie zwölf Jahre lang tätig war. Das Heim erinnerte sie an das entwürdigende Waisenhaus, in das sie geschickt worden war, und wirkte eher wie eine Haftanstalt als wie eine Schule. In Zusammenarbeit mit den anderen Erzieherinnen und gegen den Widerstand der Einrichtungsleiterin gelang es ihr, die Einrichtung während ihrer Zeit dort grundlegend zu verändern und zu modernisieren. Neben ihrer Arbeit dort schloss sie ein berufsbegleitendes Studium der Sozialpädagogik ab.
In Frankfurt lernte sie Orloff Hügel kennen und heiratete ihn. Beide Familien waren bei der Hochzeit anwesend, aber einige Vorfälle zeigten einmal mehr, wie die deutsche Gesellschaft sie als „unsichtbar“ behandelte. Als sie und Orloff ihre Heiratsurkunde abholen wollten, begrüßte der Standesbeamte Orloff, schrieb seinen Namen auf und fragte dann: „Wo ist die Braut?“ Als sie nach der Trauung die Stufen des Gerichtsgebäudes hinuntergingen, gratulierte ein Passant der Brautjungfer zur Hochzeit. Sie ignorierte die Vorfälle, obwohl „mich dieses ständige Bedürfnis, andere darauf hinzuweisen, dass ich es bin, die heiratet, beunruhigt.“ Nach sechs Jahren ließen sie und Orloff sich scheiden.
Während ihrer Zeit in Frankfurt engagierte sich Hügel-Marshall in der Frauenrechtsbewegung. Sie begann mit dem Taekwondo-Training bei Sunny Graff, mit der sie später eine innige Freundschaft verband und später die Kampfsportgruppe Frauen in Bewegung gründete und aufbaute. Bestärkt durch das Training beschrieb Hügel-Marshall die Trainingsstunden als einen Ort, an dem sie, obwohl sie die einzige Schwarze war, nicht fortlaufend mit der eigenen Unterdrückung durch die rassistischen und sexistischen Strukturen jeglicher Art konfrontiert war. Durch Graff erfuhr sie von einem bundesweiten Treffen Afrodeutscher Menschen in der Nähe von Frankfurt und beschloss nach größeren Zweifeln, andere afrodeutsche Menschen kennenzulernen und wurde frühes Mitglied der Initiative Schwarzer Deutsche (ISD). Später erlangte sie den schwarzen Gürtel in Taekwondo und unterrichtete in Berlin Selbstverteidigungskurse für Schwarze Frauen, Frauen mit Migrationsbiografie und jüdische Frauen.

### Berliner Jahre
1965 versuchte sie, ihren Vater zu finden, und schrieb ihm einen Brief, in dem sie ihm ihre Situation erklärte, aber der Brief wurde mit dem Vermerk „unzureichende Adresse“ zurückgeschickt. Sie gab die Hoffnung nie auf, ihn zu finden, und als sie 1990 nach Berlin zog, traf sie Menschen, die ihr anboten, ihr bei der Suche nach ihrem Vater und dieser Seite ihrer Familie zu helfen. 1993, im Alter von 46 Jahren, traf sie schließlich ihren Vater und seine große amerikanische Familie in Chicago, wo sie willkommen geheißen und als Gleichberechtigte akzeptiert wurde. Hügel-Marshall sagte später: „Hier ist das Ende meiner Reise“, und fügte hinzu: „Ich wusste, dass mein Überleben in einer weißen, rassistischen Gesellschaft nicht umsonst war.“ Er starb ein Jahr später.
Ab 1986 engagierte sie sich in der afrodeutschen Frauenbewegung und war Mitbegründerin von ADEFRA. Sie nutzte Literatur und Medien, um auf den Status von Afrodeutschen als „statistisch unsichtbar und doch unangenehm auffällig“ aufmerksam zu machen.

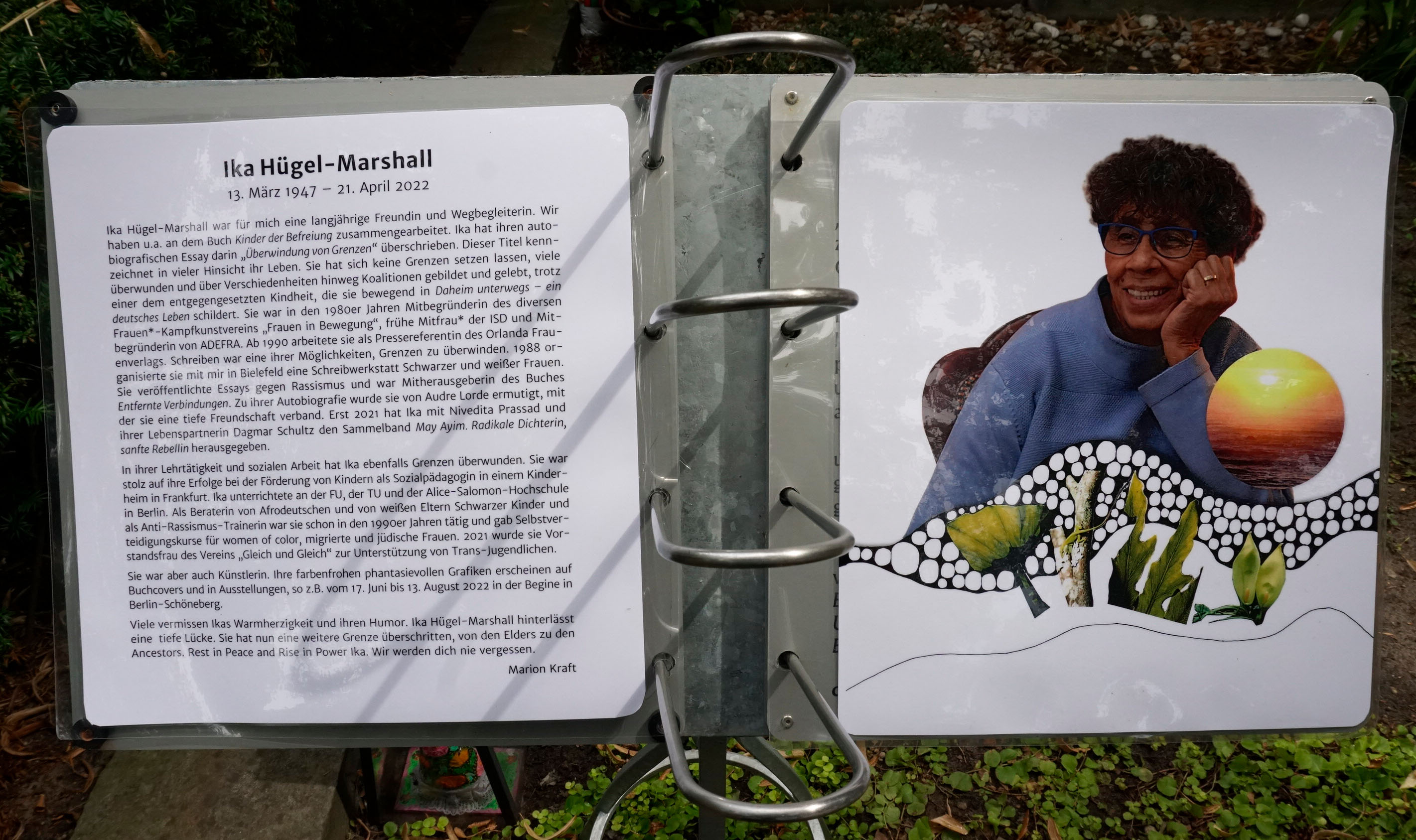
Erinnerungstafel am Grab von Ika Hügel-Marshall auf dem Alten St.-Matthäus-Kirchhof

Ika Hügel-Marshalls Arbeit wurde von der amerikanischen Bürgerrechtlerin Audre Lorde beeinflusst: Lorde lebte in Deutschland, als ADEFRA gegründet wurde, und ermutigte Afrodeutsche, zusammenzukommen und über ihr Leben zu sprechen. Lorde, mit der sie eine tiefe Freundschaft verband, ermutigte sie ihr autobiografisches Werk  Daheim Unterwegs. Ein deutsches Leben herauszugeben. Hügel-Marshall ist Mitautorin des Dokumentarfilms Audre Lorde – The Berlin Years 1984 to 1992. 2012 nahm sie zusammen mit ihrer Partnerin, Dagmar Schultz, an der Premiere des Films auf dem Audre Lorde Legacy Cultural Festival in Chicago teil.
Hügel-Marshall unterrichtete an der Freien Universität Berlin, der Technischen Universität und der Alice-Salomon-Hochschule in Berlin. In den 90er-Jahren war sie als Anti-Rassismus-Trainerin aktiv. Zusammen mit May Ayim und anderen, war sie Mitherausgeberin des Buches Entfernte Verbindungen. Im Sommer 2021 brachte Ika-Hügel-Marshall gemeinsam mit Nivedita Prasad und Dagmar Schultz den Sammelband May Ayim. Radikale Dichterin, sanfte Rebellin heraus.
Ihre Grafiken, die sie als Künstlerin entwarf, erschienen auf verschiedenen Buchcovers und wurden ausgestellt. Sie starb am 21. April 2022 im Alter von 75 Jahren. Ihr Grab befindet sich in einer Gemeinschaftsgrabstätte auf dem Alten St.-Matthäus-Kirchhof in Berlin.

## Autobiografie
Ika Hügel-Marshall veröffentlichte ihre Autobiografie 1998 unter dem Titel Daheim unterwegs. Ein deutsches Leben, in der sie ihre Erfahrungen mit dem Überleben als schwarze Frau in Deutschland schildert. Der Titel ist ein bewusstes Oxymoron, das auf jemanden verweist, der in seinem eigenen Land ein Zuhause sucht. Verschiedene Etappen ihres Lebens, wie die Suche nach dem Vater, die Suche nach ihrer Identität und die Entwicklung der deutschen Frauenbewegung mit dem Thema Rassismus, sind Themen ihrer Autobiografie.

„Es gibt heute sehr viele weiße Deutsche, die sich auch gegen Rassismus einsetzen, und dafür auch kämpfen, das hat es zu meiner Zeit eben nicht gegeben, auch nicht damals in der Frauenbewegung. Da war ihnen Rassismus völlig egal. Das hat sich natürlich schon verändert, aber für mich war es einfach so, wie ich aufgewachsen bin, dass ich einfach im Rückblick damals auch erkennen musste, dass für mich Weiße eben Rassisten sind, solange sie sich nicht wirklich auseinandersetzen. Und das tun halt nicht alle.“

Das Buch wurde mit dem Audre-Lorde-Literaturpreis ausgezeichnet und von Hügel-Marshall bei öffentlichen Veranstaltungen in Deutschland, Österreich und den USA vorgelesen. Es wurde als „eine intensiv bewegende Reise auf der Suche nach sich selbst... eine persönliche Geschichte, aber auch ein Mikrokosmos des Rassismus im heutigen Deutschland“ und „in vielerlei Hinsicht paradigmatisch für die schwarz-deutsche Erfahrung.“ 2007 hielt sie eine Lesung und ein Seminar über das Buch, unter anderem an der University of Rochester, und 2012 gab sie eine öffentliche Lesung beim jährlichen Berlin & Beyond Film Festival des Goethe-Instituts.

## Ausstellungen
- 2019: Many Colors Between Black And White The Word Berlin

## Auszeichnungen
- 1996: Audre Lorde Literary Award für Daheim Unterwegs. Ein deutsches Leben

## Veröffentlichungen (Auswahl)

### Autobiografie
- Daheim unterwegs: ein deutsches Leben. Orlanda-Frauenverlag Berlin 1998, ISBN 978-3-929823-52-3.

### Herausgeberschaften
- Entfernte Verbindungen: Rassismus, Antisemitismus, Klassenunterdrückung. Orlanda-Frauenverlag Berlin 1993, ISBN 978-3-922166-91-7.
- Invisible woman: growing up black in Germany. New ed. New York 2008, ISBN 978-1-4331-0278-3.
- mit Nivedita Prasad und Dagmar Schultz (Hrsg.): „May Ayim. Radikale Dichterin, sanfte Rebellin“. Anthologie mit Texten verschiedener Autorinnen und mit unveröffentlichten Gedichten und Texten von May Ayim. Unrast Verlag, Münster 2021, ISBN 978-3-89771-094-8.

### Beiträge/Aufsätze
- Lesbischsein lässt sich verleugnen, Schwarzsein nicht. in: Loulan/Nichols/Streit u. a. (Hrsg.): Lesben Liebe Leidenschaft. Texte zur feministischen Psychologie. Berlin: Orlanda Frauenverlag, 1992, S. 298–307.
- Wir brauchen uns – und unsere Unterschiede. in: Lange, Chris/Ayim. May et al. (Hrsg.): Entfernte Verbindungen. Rassismus, Antisemitismus, Klassenunterdrückung. Berlin: Orlanda Frauenverlag, 1993, S. 18–32.
- Wir kämpfen seit es uns gibt. in: Clausen, Jeanette & Friedrichsmeyer, Sara (Hrsg.) Women in German Yearbook 9. Lincoln and London: University of Nebraska Press, 1994, S. 231–240.

- Schwarze KlientInnen in Therapie und Beratung bei weißen TherapeutInnen. in: del Mar Castro Varela/Schulze/Vogelmann/Weiß (Hrsg.): Suchbewegungen. Interkulturelle Beratung und Therapie. Tübingen: dgvt Verlag, 1998, S. 109–116.
- Formen und Auswirkungen von Gewalt gegen Migrantinnen und Schwarze Frauen und Mädchen. in: Aranat e.V.: Qualitätsmerkmale von Selbstbehauptungs- und Selbstverteidigungskursen für Mädchen und Frauen. Lübeck: Aranat e.V., 1999, S. 11–15.
- Die Situation von Afrodeutschen nach dem Zweiten Weltkrieg (am Beispiel meiner Autobiographie Daheim unterwegs. Ein deutsches Leben). In: Kumpfmüller, Karl A. (Hrsg.): Europas langer Schatten – Afrikanische Identitäten zwischen Selbst- und Fremdbestimmung. Frankfurt/M.: Brandes & Apsel/Südwind, 2000, S. 143–152.
- Beratung von Eltern mit Kindern aus afrodeutschen Verbindungen. in: Verband internationaler Familien und Partnerschaften. Iaf e.V. (Hrsg.): Sichtbar Anders – Aus dem Leben afrodeutscher Kinder und Jugendlicher. Brandes & Apsel, Frankfurt/M. 2005, S. 112–114.

## Filme
- mit Dagmar Schultz, Aletta von Vietinghoff: Audre Lorde - Die Berliner Jahre 1984-1992 2012